# 13 juli
13 juli is de 194ste dag van het jaar (195ste dag in een schrikkeljaar) in de gregoriaanse kalender. Hierna volgen nog 171 dagen tot het einde van het jaar.

## Gebeurtenissen
- Algemeen
  - 1900 - In Den Helder exploderen enkele opgeviste granaten, waardoor vijf mensen om het leven komen.
  - 1928 - Bij een mijngasontploffing in de Staatsmijn Hendrik in Limburg (Nederland) vallen dertien doden.
  - 1955 - Ruth Ellis is de laatste vrouw die in Engeland naar de strop wordt geleid.
  - 1977 - Een grote brand in vijf opslagloodsen met boter en vlees zorgt in Elst voor vettige rookwolken en veel stankoverlast.
  - 2005 - Het project Postcrossing gaat van start.
  - 2010 - Vanwege het behalen van de tweede plaats op het wereldkampioenschap voetbal, wordt het Nederlands voetbalelftal en staf toegejuicht in Amsterdam bij een ereronde in een rondvaartboot en optreden op een podium op het Museumplein.
  - 2011 - De overheid van Venezuela slaagt erin een opstand in de beruchte gevangenis El Rodeo, in het noorden van het Zuid-Amerikaanse land, onder controle te krijgen. De opstand heeft een maand geduurd en dertig mensen het leven gekost.
- Criminaliteit en veiligheid
  - 1977 - In New York en omgeving wordt een belangrijke krachtcentrale getroffen door een blikseminslag, waarna de stroom uitvalt en duizenden mensen plunderend en vernielend door de stikdonkere straten trekken.
- Infrastructuur
  - 2012 - Bij een treinongeluk in het noorden van Zuid-Afrika komen zeker dertig mensen om het leven.
- Media
  - 1923 - In de heuvels boven Los Angeles worden de vijftien meter hoge letters 'Hollywoodland' geplaatst. Deze reclame-uiting van een projectontwikkelaar groeide uit tot een symbool voor de glamourstad Hollywood. Eind jaren 40 verdwenen de laatste vier letters.
- Muziek
  - 1985 - Het wereldwijde popspektakel Live Aid, om geld in te zamelen voor de hongersnood in Ethiopië, wordt gehouden in Londen en Philadelphia.[1]
  - 2009 - Door het overlijden van Michael Jackson is zijn comeback-tour This Is It, afgelast.
- Oorlog
  - 1573 - Het Beleg van Haarlem eindigt met de overgave van de stad, waarna enkele duizenden soldaten en burgers werden geëxecuteerd. Het beleg geldt als een van de meest beruchte gebeurtenissen uit de Tachtigjarige Oorlog.
  - 1943 - Het Tsjechische dorpje Český Malín wordt verbrand door Duitse troepen. 374 inwoners komen om het leven.
  - 1944 - In Sneek begint de Sneker Bloednacht waarin vier inwoners van Sneek werden geliquideerd als vergelding voor de moord op Gaele van der Kooij, een lid van de Nationalsozialistisches Kraftfahrkorps.
  - 1977 - Somalië verklaart de oorlog aan Ethiopië, het begin van de Ogaden-oorlog.
  - 2016 - Umar Chalifa, een van de regionale commandanten van Islamitische Staat, komt om het leven bij een Amerikaanse luchtaanval in Afghanistan, net als drie andere IS-terroristen.
- Politiek
  - 1878 - Het Congres van Berlijn maakt Servië onafhankelijk.
  - 1992 - Yitzchak Rabin wordt premier van Israël.
  - 1995 - Albanië treedt toe tot de Raad van Europa.
  - 2010 - Het ministerie van Defensie ontkent dat een vliegtuig van de Nederlandse luchtmacht in het luchtruim van Venezuela is geweest, nadat de regering van het Zuid-Amerikaanse land een klacht tegen Nederland heeft ingediend omdat het toestel begin deze maand drie keer illegaal Venezuela zou zijn binnengedrongen.
  - 2024 - Moordaanslag op presidentskandidaat Donald Trump in Butler, Pennsylvania, Hij wordt door een kogel verwond aan zijn rechteroor. Trump sprak op dat moment het publiek toe tijdens een campagnebijeenkomst voor het Amerikaanse presidentschap later dat jaar. Een van de toeschouwers werd gedood en twee anderen raakten zwaargewond. De dader, een twintigjarige man, werd vrijwel meteen daarna door een scherpschutter doodgeschoten.[2]

- Recreatie
  - 1938 - Op de Veluwe wordt het Kröller-Müller Museum geopend.
  - 2006 - In Hong Kong Disneyland wordt de attractie Autopia geopend.
  - 2017 - Skull Island: Reign of Kong wordt officieel geopend.
- Sport
  - 1908 - Vrouwen doen voor het eerst mee aan de moderne Olympische Spelen.
  - 1930 - Het eerste wereldkampioenschap voetbal begint in Uruguay. Lucien Laurent van Frankrijk scoort in de negentiende minuut van de openingswedstrijd tegen Mexico het allereerste WK-doelpunt.
  - 1967 - De Britse wielrenner Tom Simpson overlijdt tijdens de Tour de France.
  - 1986 - Atleet Achmed de Kom verbetert het Nederlands record op de 100 meter van Henk Brouwer (10,52 seconden) met een tijd van 10,49 seconden.
  - 2004 - Bij olympische kwalificatiewedstrijden in Long Beach brengt Ian Crocker het wereldrecord op de 100 meter vlinderslag op 50,76.
  - 2007 - Zeilsters Lobke Berkhout en Marcelien de Koning worden voor de derde achtereenvolgende keer wereldkampioen in de 470-klasse.
  - 2007 - Opening van de Jämtkraft Arena, een voetbalstadion in de Zweedse stad Östersund en thuishaven van Östersunds FK.
  - 2014 - Duitsland wordt voor de vierde keer wereldkampioen voetbal, door in de finale Argentinië met 1-0 te verslaan.
  - 2023 - De Nederlandse atlete Fleur Jong haalt een gouden medaille op de 100 meter in klasse T-64 op het WK para-atletiek in Parijs (Frankrijk). Haar landgenotes Kiki Hendriks en Kimberly Alkemade eindigen als vierde en vijfde.[3]
- Wetenschap en technologie
  - 1897 - Guglielmo Marconi verkrijgt octrooi op de draadloze telegraaf.
  - 1909 - Er wordt goud ontdekt nabij Cochrane in Ontario, Canada.
  - 1969 - Lancering van het Loena 15 ruimtevaartuig door de Sovjet-Unie voor een missie naar de Maan.[4]
  - 2019 - Lancering met een Proton raket van de Spektrum-Röntgen-Gamma of Spektr-RG missie vanaf Bajkonoer kosmodroom (Kazachstan). Doel van de gezamenlijke missie van de Russische ruimtevaartorganisatie Roskosmos en de Duitse ruimtevaartorganisatie DLR is het detecteren van gamma- en röntgenbronnen in de ruimte.[5]

## Geboren

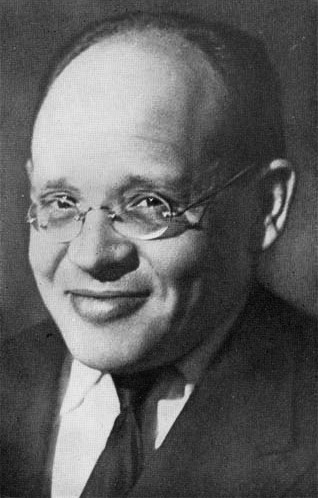
Isaak Babel
geboren in 1894

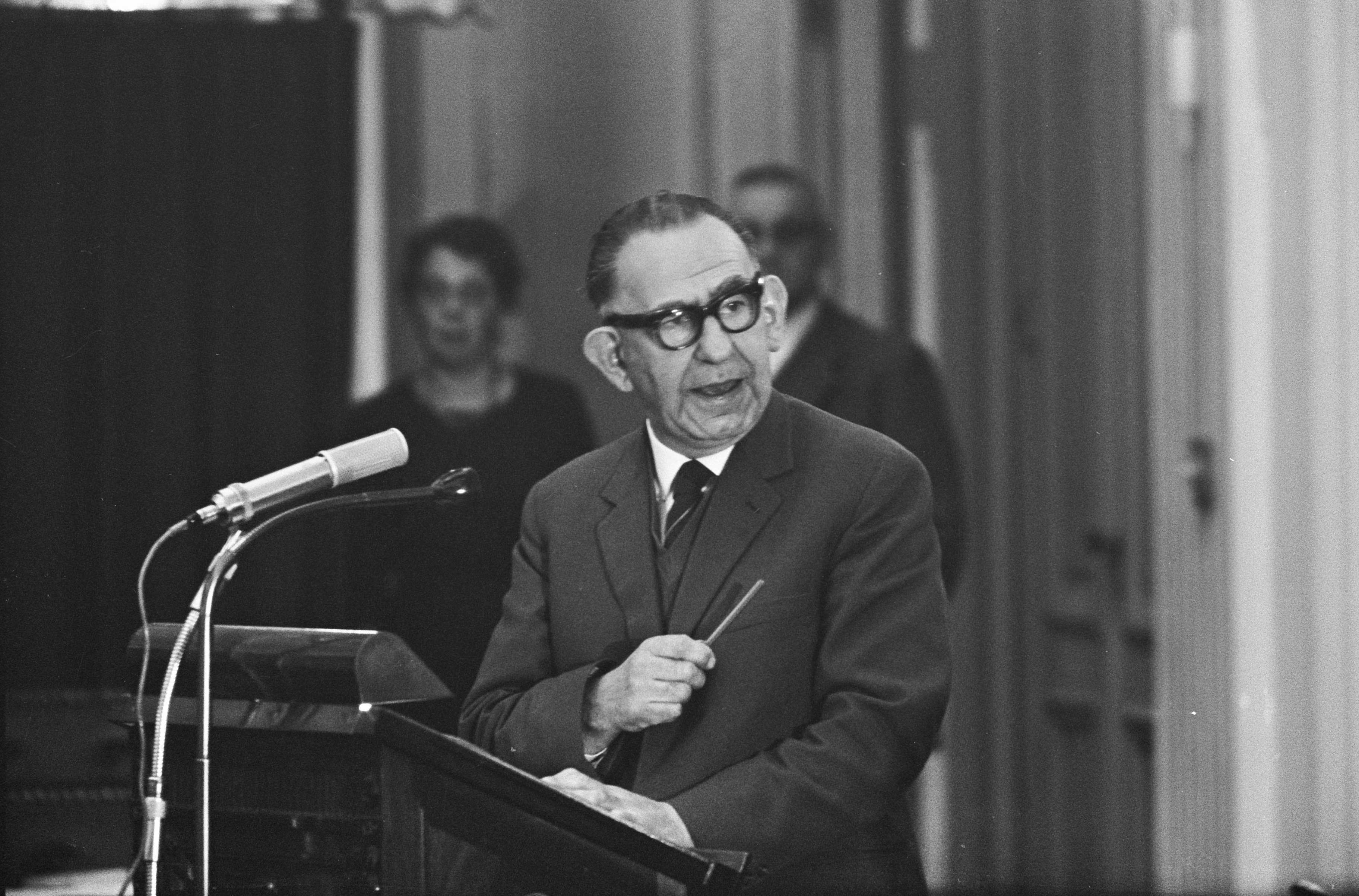
Johan Scheps
geboren in 1900

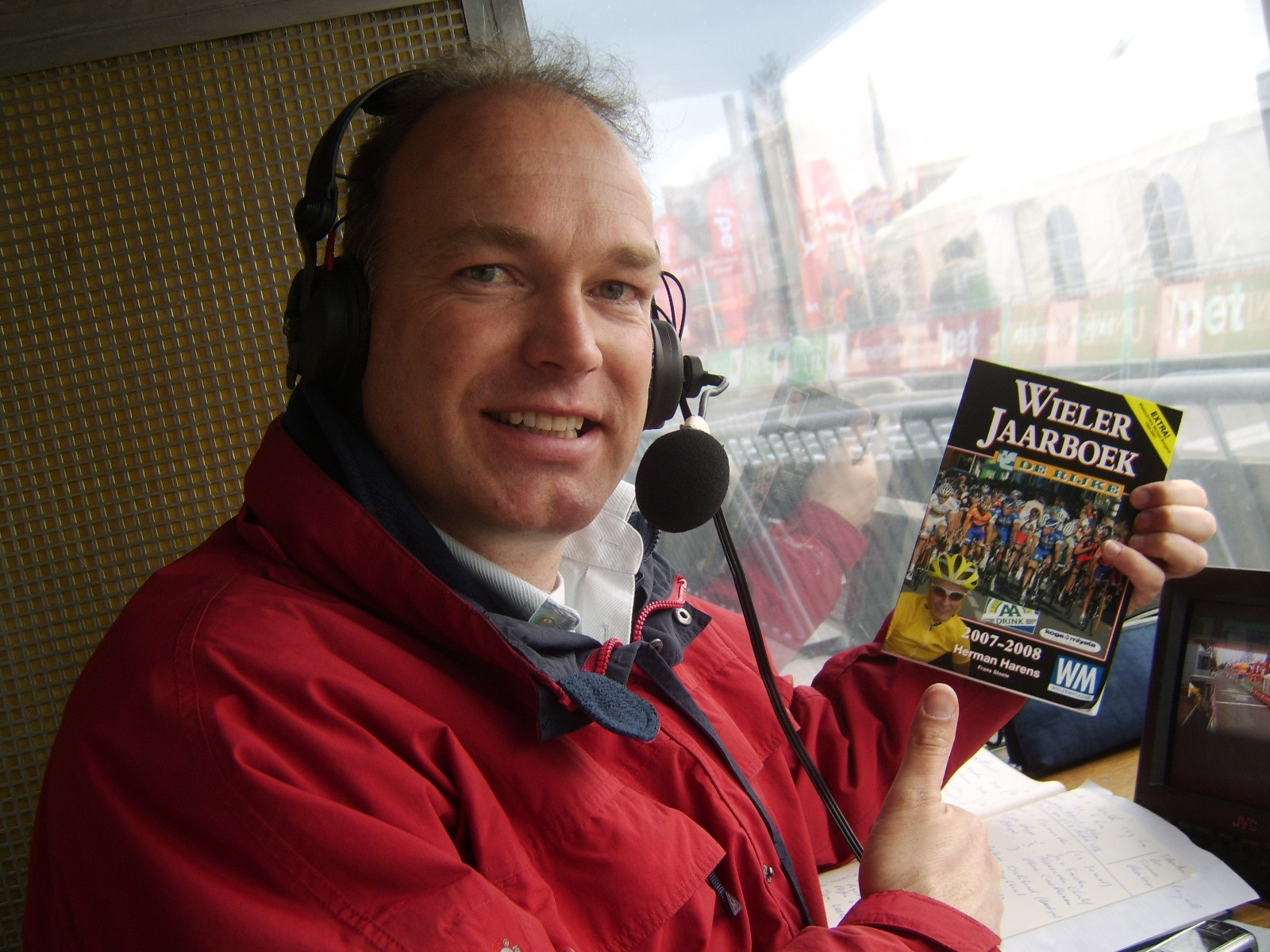
Herbert Dijkstra
geboren in 1966

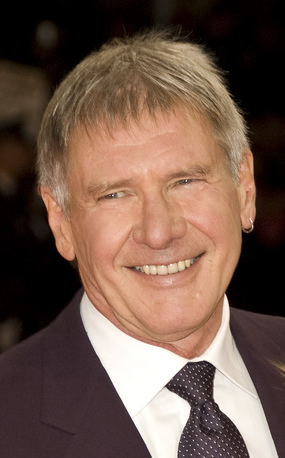
Harrison Ford
geboren in 1942

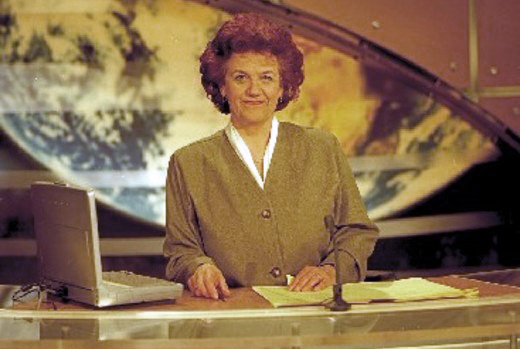
Henny Stoel
geboren in 1945

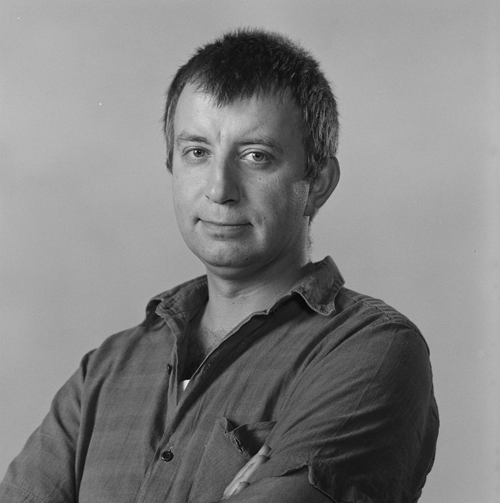
Ivo de Wijs
geboren in 1945

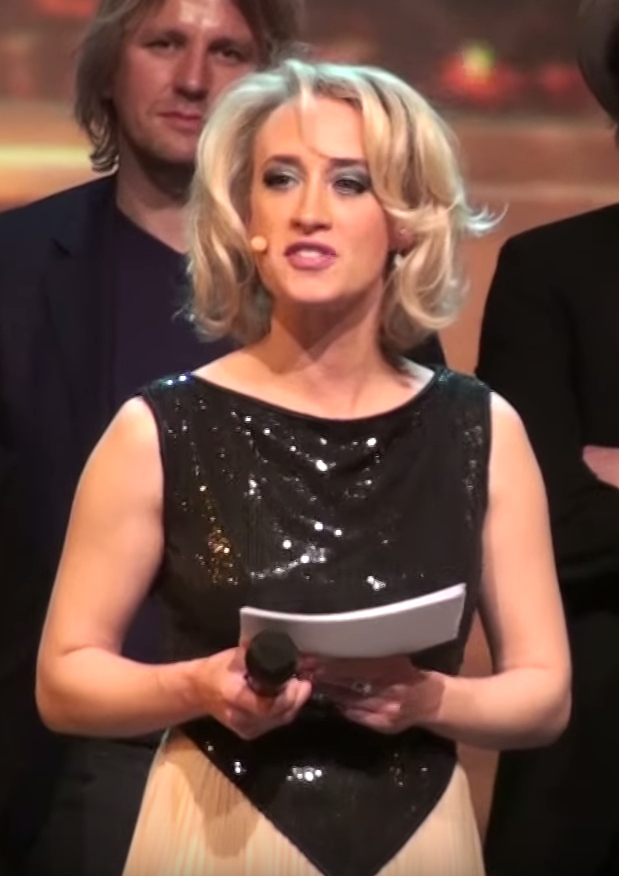
Eva Jinek
geboren in 1978

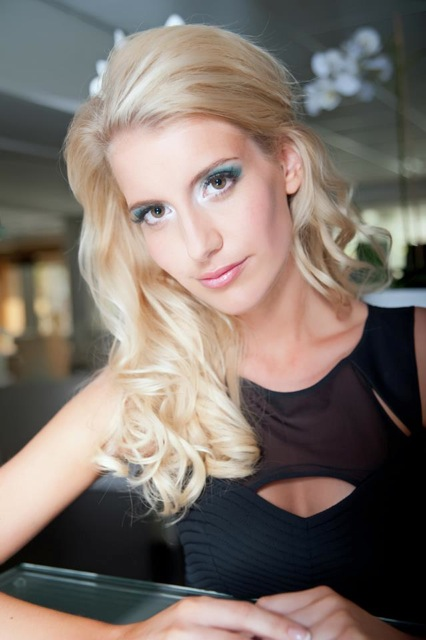
Wendy-Kristy Hoogerbrugge
geboren in 1987

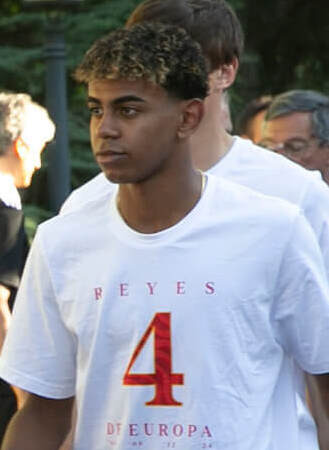
Lamine Yamal
geboren in 2007

- 100 v.Chr. - Julius Caesar (of 12 juli), Romeins staatsman (overleden 44 v.Chr.)
- 40 - Gnaeus Julius Agricola, Romeins veldheer (overleden 93)
- 1590 - Emilio Altieri, Paus Clemens X (overleden 1676)
- 1791 - Allan Cunningham, Engels botanicus en ontdekkingsreiziger in Australië (overleden 1839)
- 1791 - Frederik Allard Ebbinge Wubben, Nederlands burgemeester en notaris (overleden 1874)
- 1816 - Gustav Freytag, Duits schrijver en journalist (overleden 1895)
- 1829 - Auguste Danse, Belgisch beeldend kunstenaar (overleden 1929)
- 1841 - Otto Wagner, Oostenrijks architect (overleden 1918)
- 1848 - Ellis Rowan, Australisch botanisch illustratrice (overleden 1922)
- 1860 - Anacleto del Rosario, Filipijns scheikundige (overleden 1895)
- 1892 - Jonni Myyrä, Fins atleet (overleden 1955)
- 1894 - Isaak Babel, Russisch schrijver (overleden 1940)
- 1900 - Johan Scheps, Nederlands politicus en verzetsstrijder (overleden 1993)
- 1910 - Lien Gisolf, Nederlands atlete (overleden 1993)
- 1910 - Zoe Rae, Amerikaans actrice (overleden 2006)
- 1912 - Ruth Mix, Amerikaans actrice en dochter van Tom Mix (overleden 1977)
- 1913 - Mærsk Mc-Kinney Møller, Deens scheepvaartmagnaat en ondernemer (overleden 2012)
- 1914 - Ron Dellow, Brits voetballer en voetbaltrainer (overleden 2013)
- 1914 - Sam Hanks, Amerikaans autocoureur (overleden 1994)
- 1918 - Alberto Ascari, Italiaans autocoureur (overleden 1955)
- 1922 - Rosalina Abejo, Filipijns componist en musicus (overleden 1991)
- 1922 - Anker Jørgensen, Deens politicus/ex-premier (overleden 2016)
- 1924 - Carlo Bergonzi, Italiaans operazanger (overleden 2014)
- 1924 - Jules Gales, Luxemburgs voetballer (overleden 1988)
- 1924 - Alejandro Roces, Filipijns schrijver en minister (overleden 2011)
- 1927 - Karl Pelgrom, Nederlands kunstenaar (overleden 1994)
- 1928 - Tommaso Buscetta, Siciliaans maffioso (overleden 2000)
- 1928 - Gene Cipriano, Amerikaans jazzmuzikant en studiomuzikant (overleden 2022)
- 1930 - Carlos Imperial, Filipijns politicus (overleden 2010)
- 1930 - Naomi Shemer, Israëlisch componist en tekstdichter (overleden 2004)
- 1930 - Viktor Tsyboelenko, Sovjet-Russisch-Oekraïens atleet (overleden 2013)
- 1931 - Jean Gevenois, Belgisch politicus (overleden 2023)
- 1932 - Per Nørgård, Deens componist (overleden 2025)
- 1932 - Antonio Roma, Argentijns voetbaldoelman (overleden 2013)
- 1933 - Porfirio Muñoz Ledo, Mexicaans politicus (overleden 2023)
- 1933 - David Storey, Engels toneel- en romanauteur (overleden 2017)
- 1933 - Scott Symons, Canadees schrijver (overleden 2009)
- 1934 - Walter De Buck, Belgisch folkartiest (overleden 2014)
- 1934 - Aleksej Jelisejev, Russisch kosmonaut
- 1934 - Mickey Spillane, Iers-Amerikaans gangster (overleden 1977)
- 1935 - Kurt Westergaard, Deens cartoonist (overleden 2021)
- 1936 - Fleur Mellor, Australisch atlete
- 1937 - Kitty Courbois, Nederlands actrice (overleden 2017)
- 1938 - Jeanne Goosen, Zuid-Afrikaans schrijfster, dichteres en journaliste (overleden 2020)
- 1938 - Myroslav Skoryk, Oekraïens componist en musicoloog (overleden 2020)
- 1938 - Michael Verhoeven, Duits filmregisseur en scenarioschrijver (overleden 2024)
- 1938 - Jan Vis, Nederlands artiestenmanager (overleden 2007)
- 1939 - Frans van der Hoff, Nederlands missionaris (overleden 2024)
- 1940 - Patrick Stewart, Brits acteur
- 1940 - Jaak Van Assche, Belgisch acteur
- 1941 - Robert Forster, Amerikaans acteur (overleden 2019)
- 1941 - Jacques Perrin, Frans acteur (overleden 2022)
- 1941 - Lut Tomsin, Belgisch actrice
- 1942 - Harrison Ford, Amerikaans acteur
- 1942 - Egbert Hirschfelder, Duits roeier (overleden 2022)
- 1942 - Roger McGuinn, Amerikaans singer-songwriter (The Byrds)
- 1944 - Ernő Rubik, Hongaars uitvinder, bedenker van Rubiks kubus
- 1945 - Henny Stoel, Nederlands nieuwslezeres NOS-journaal (1988-2003)
- 1945 - Ivo de Wijs, Nederlands cabaretier, dichter en radiopresentator
- 1946 - João Bosco, Braziliaans zanger, songwriter en gitarist
- 1946 - Cheech Marin, Amerikaans komiek en acteur (Cheech & Chong)
- 1947 - Oscar Sales Bueno Filho (Dicá), Braziliaans voetballer
- 1947 - Eddy Van Butsele, Belgisch atleet
- 1948 - Fred Bischot, Nederlands voetballer
- 1948 - Alf Hansen, Noors roeier
- 1949 - Helena Fibingerová, Tsjechoslowaaks/Tsjechisch atlete
- 1953 - Peter van Koppen, Nederlands psycholoog
- 1954 - Florencio Abad, Filipijns politicus en bestuurder
- 1954 - Sezen Aksu, Turks singer-songwriter en muziekproducente
- 1954 - Little Pink Anderson, Amerikaans blueszanger
- 1956 - Günther Jauch, Duits televisiepresentator
- 1956 - Ger Luijten, Nederlands kunsthistoricus (overleden 2022)
- 1957 - Thierry Boutsen, Belgisch autocoureur
- 1957 - Cameron Crowe, Amerikaans regisseur
- 1958 - Roger L. Jackson, Amerikaans stemacteur
- 1961 - Pierre Petry, Luxemburgs voetballer
- 1963 - George DiCarlo, Amerikaans zwemmer
- 1964 - Pascal Hervé, Frans wielrenner (overleden 2024)
- 1964 - Frans Maas, Nederlands atleet
- 1966 - Herbert Dijkstra, Nederlands schaatser en sportverslaggever
- 1967 - Barend Courbois, Nederlands bassist
- 1967 - Caroline Delplancke, Belgisch atlete
- 1967 - Mark McGowan, 30e premier van West-Australië
- 1968 - Ann Ceurvels, Belgisch actrice
- 1968 - Dariusz Wojciechowski, Pools wielrenner en wielerploegleider
- 1969 - Ewan Beaton, Canadees judoka
- 1969 - Shaun Greatbatch, Engels darter (overleden 2022)
- 1969 - Richard Roelofsen, Nederlands voetballer
- 1970 - Glenn Corneille, Nederlands pianist (overleden 2005)
- 1970 - Abderahmane Djemadi, Algerijns atleet
- 1971 - Enrico Bettera, Italiaans autocoureur
- 1971 - MF Doom, Brits-Amerikaans rapper / hiphopartiest (overleden 2020)
- 1971 - Richard Groenendaal, Nederlands wielrenner
- 1971 - Michel Nok, Nederlands voetballer
- 1973 - Roberto Martínez, Spaans voetballer en voetbalcoach
- 1974 - Jarno Trulli, Italiaans autocoureur
- 1975 - Vegard Heggem, Noors voetballer
- 1978 - Filippo Antonelli, Italiaans voetballer
- 1978 - Eva Jinek, Nederlands journaliste en nieuwslezeres NOS-journaal
- 1978 - Kate More, Nederlands pornoactrice
- 1979 - Craig Bellamy, Welsh voetballer
- 1981 - Nico Blok, Nederlands paralympisch sporter
- 1981 - Ágnes Kovács, Hongaars zwemster
- 1981 - Mirjam van Mourik, Nederlands presentatrice
- 1981 - João Paulo de Oliveira, Braziliaans autocoureur
- 1981 - Ineta Radēviča, Lets atlete
- 1983 - Diana Bacosi, Italiaans sportschutter
- 1983 - Kristof Beyens, Belgisch atleet
- 1983 - Renske Endel, Nederlands turnster
- 1983 - Andreas Schillinger, Duits wielrenner
- 1983 - Pierre de Windt, Arubaans atleet
- 1983 - Liu Xiang, Chinees atleet
- 1984 - Brian Ryckeman, Belgisch zwemmer
- 1985 - Charlotte Dujardin, Brits ruiter
- 1985 - Nobuyuki Nishi, Japans freestyleskiër
- 1985 - Guillermo Ochoa, Mexicaans voetbaldoelman
- 1987 - Andreas Bube, Deens atleet
- 1987 - Wendy-Kristy Hoogerbrugge, Nederlands model en televisiepresentatrice
- 1988 - Cyriel Guds, Nederlands acteur en filmmaker
- 1988 - He Pingping, Chinees kleinste man (overleden 2010)
- 1989 - Leon Bridges, Amerikaans singer-songwriter
- 1989 - Joe Cullen, Engels darter
- 1989 - Klára Křížová, Tsjechisch alpineskiester
- 1990 - D-Double (Reginald Frederik), Nederlands rapper
- 1990 - Jules van Dongen, Nederlands-Amerikaans darter
- 1991 - MacKenzie Boyd-Clowes, Canadees schansspringer
- 1991 - Seppe Smits, Belgisch snowboarder
- 1992 - Elise Matthysen, Belgisch zwemster
- 1995 - Vilde Bøe Risa, Noors voetbalster
- 1995 - Zharnel Hughes, Brits atleet
- 1995 - Sandie Toletti, Frans voetbalster
- 1996 - Zac Incerti, Australisch zwemmer
- 2000 - Cornelia Kapocs, Zweeds voetbalster
- 2001 - Caleb Okoli, Italiaans-Nigeriaans voetballer
- 2005 - Karlijn Woons, Nederlands voetbalster
- 2007 - Lamine Yamal, Spaans voetballer

## Overleden
- 574 - Johannes III, paus

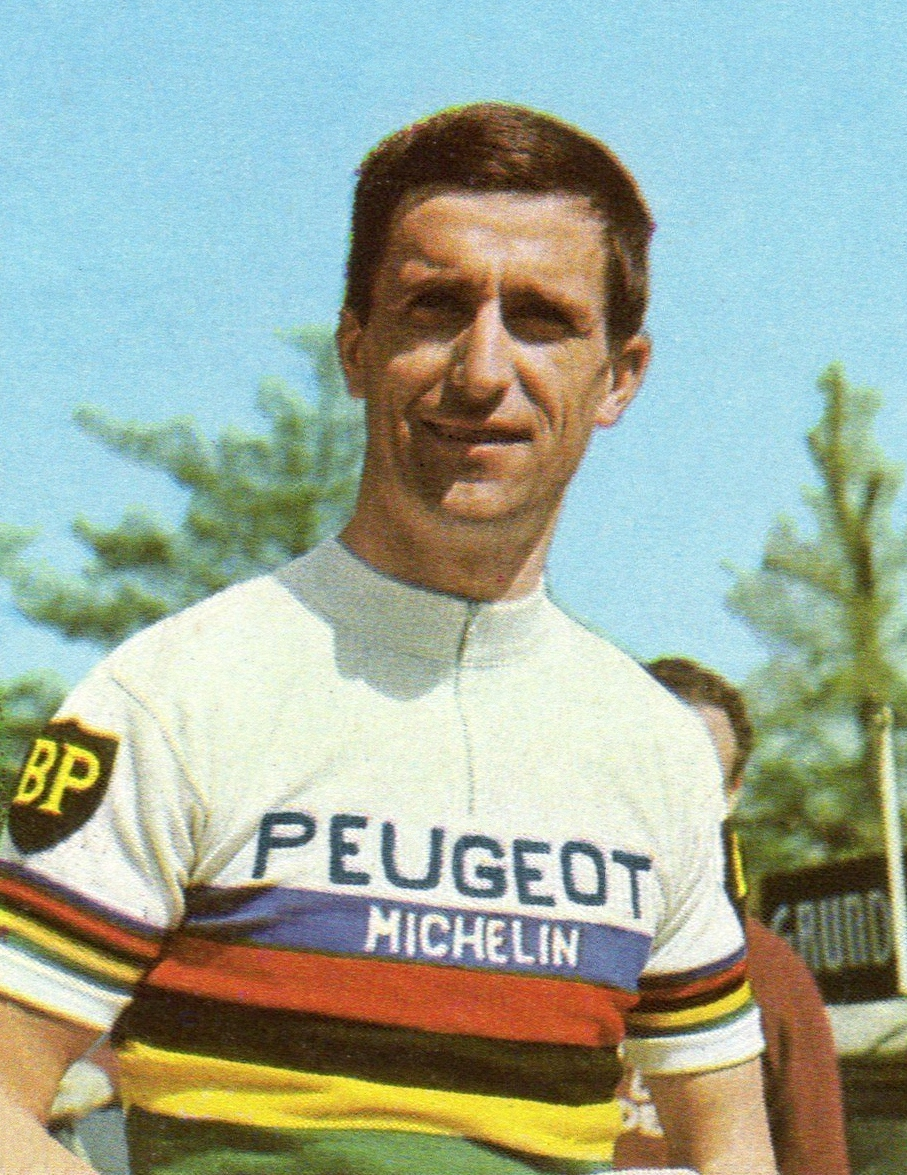
Tom Simpson
overleden in 1967

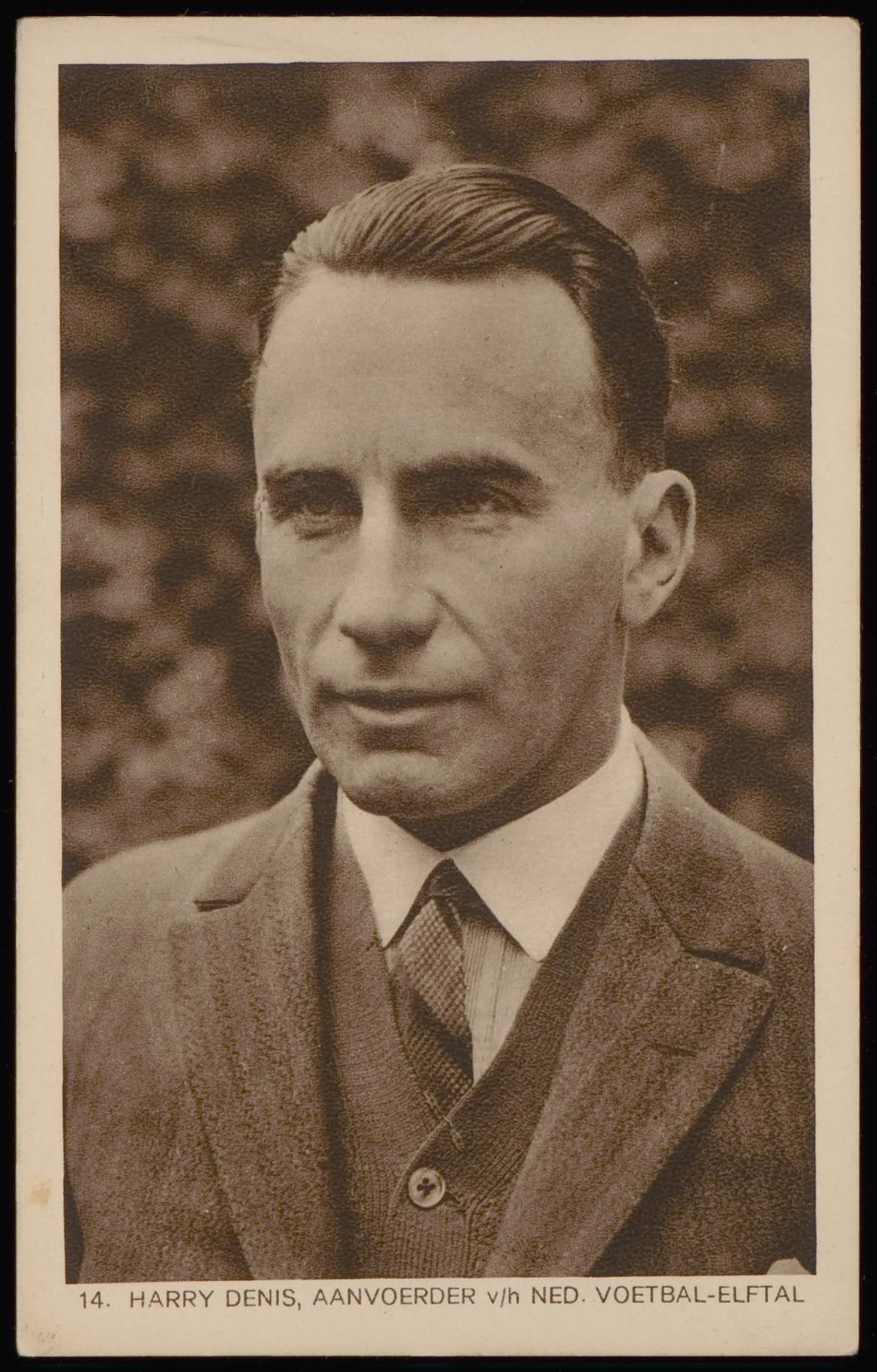
Harry Dénis
overleden in 1971

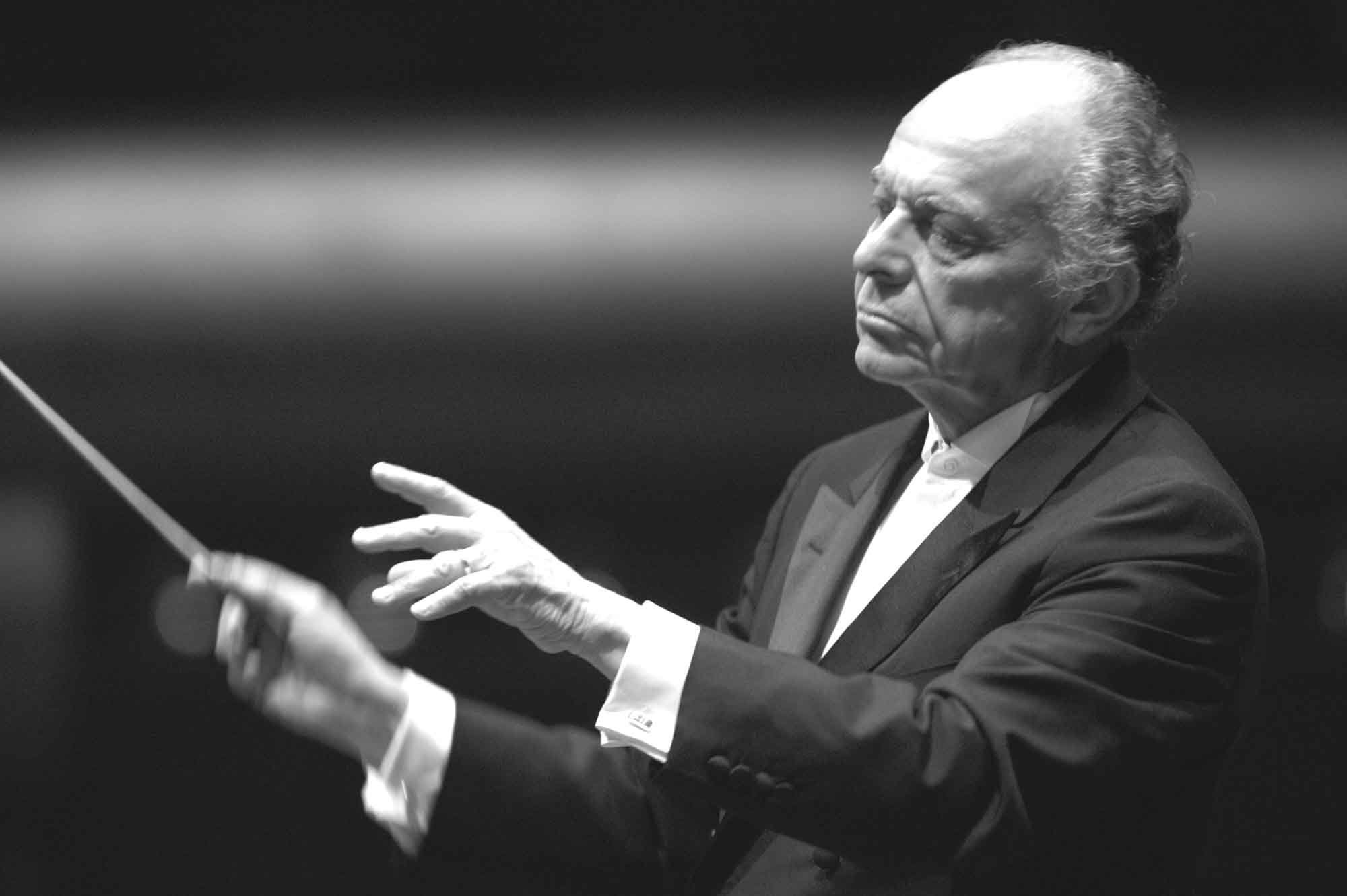
Lorin Maazel
overleden in 2014

- 982 - Abu al-Qasim, emir van Sicilië
- 1024 - Keizer Hendrik II de Heilige (52), koning en later keizer van het Heilige Roomse Rijk
- 1309 - Jan I van Nassau, elect van Utrecht (1267-1290)
- 1621 - Albrecht van Oostenrijk (61), landvoogd van de Zuidelijke Nederlanden
- 1645 - Marie le Jars de Gournay (79), Frans dichteres
- 1645 - Michaël I van Rusland (49), tsaar van Rusland
- 1755 - Edward Braddock (60), Brits generaal-majoor
- 1793 - Jean-Paul Marat (50), Frans revolutionair
- 1807 - Hendrik Benedictus Stuart (82), Engels kardinaal en troonpretendent
- 1853 - Andries Pretorius (54), leider van de Zuid-Afrikaanse voortrekkers
- 1890 - Johann Voldemar Jannsen (71), Estisch journalist en dichter
- 1896 - Friedrich Kekulé (66), Duits chemicus
- 1919 - Jacob Hepkema (74), Nederlands journalist en uitgever
- 1923 - Otto Blehr (76), Noors politicus
- 1937 - Jan Zwart (59), Nederlands organist
- 1946 - Alfred Stieglitz (82), Amerikaans fotograaf
- 1951 - Arnold Schönberg (76), Oostenrijks-Amerikaans componist
- 1954 - Jacques Edwin Brandenberger (81), Zwitsers textielingenieur en uitvinder van het cellofaan
- 1954 - Frida Kahlo (47), Mexicaans schilderes
- 1955 - Ruth Ellis (28), Brits moordenares
- 1958 - Keith Campbell (27), Australisch motorcoureur
- 1960 - Anna Blaman (55), Nederlands prozaïste
- 1960 - Joy Davidman (45), Amerikaans dichter
- 1967 - Tom Simpson (29), Brits wielrenner
- 1968 - Lex Horn (52), Nederlands kunstenaar
- 1971 - Harry Dénis (74), Nederlands voetballer
- 1976 - Torii Kotondo (75), Japans kunstschilder en prentenmaker
- 1977 - Jorginho Carvoeiro (23), Braziliaans voetballer
- 1977 - Hermann Kemper (85), Duits uitvinder van de magneetzweeftrein
- 1980 - Seretse Khama (59), Botswaans nationalist
- 1986 - Maurits de Vries (51), Nederlands crimineel
- 1993 - Leslie Thorne (77), Schots autocoureur
- 1995 - Godtfred Kirk Christiansen (75), Deens ontwerper van de LEGO-steen
- 2004 - Carlos Kleiber (74), Duits dirigent
- 2006 - Red Buttons (87), Amerikaans acteur en komiek
- 2006 - Gaston de Gerlache (85), Belgisch ontdekkingsreiziger
- 2007 - Otto von der Gablentz (76), Duits diplomaat
- 2008 - Bronisław Geremek (76), Pools politicus
- 2009 - Uma Aaltonen (68), Fins politica
- 2009 - Harry Källström (70), Zweeds rallyrijder
- 2009 - Vince Powell (80), Engels televisieschrijver
- 2011 - Jerry Ragovoy (80), Amerikaans liedschrijver en muziekproducent
- 2012 - Sage Stallone (36), Amerikaans acteur
- 2013 - Cory Monteith (31), Canadees acteur en zanger
- 2014 - Nadine Gordimer (90), Zuid-Afrikaans schrijfster en winnaar van de Nobelprijs voor de Literatuur
- 2014 - Lorin Maazel (84), Amerikaans dirigent, violist en componist
- 2014 - Jan Nolten (84), Nederlands wielrenner
- 2016 - Héctor Babenco (70), Argentijns filmregisseur
- 2016 - Bernardo Provenzano (83), Italiaans maffiabaas
- 2017 - Charles W. Bachman (92), Amerikaans informaticus
- 2017 - Marie-Josephine Gaudette (115), Amerikaans-Italiaans supereeuwelinge
- 2017 - Norman Johnson (86), Canadees wiskundige
- 2017 - Egil Kapstad (76), Noors jazzpianist, componist en arrangeur
- 2017 - Liu Xiaobo (61), Chinees mensenrechtenactivist en Nobelprijswinnaar
- 2017 - Barbara d'Ursel de Lobkowicz (60), Belgisch politica
- 2018 - Nancy Barbato (101), Amerikaans eerste echtgenote van Frank Sinatra
- 2018 - Stan Dragoti (85), Amerikaans filmregisseur[6]
- 2018 - Wouter van Luijn (34), Nederlands filmeditor
- 2018 - Cock Rijkens (66), Nederlands voetbaldoelman
- 2018 - Claude Seignolle (101), Frans schrijver
- 2018 - Thorvald Stoltenberg (87), Noors politicus
- 2020 - Chuck Hulse (93), Amerikaans autocoureur
- 2020 - Grant Imahara (49), Amerikaans presentator en elektrotechnicus
- 2021 - Shirley Fry (94), Amerikaans tennis- en badmintonspeelster
- 2021 - Raymond Schroyens (88), Belgisch klavecinist, organist en componist
- 2022 - Arturo Alessandri Besa (98), Chileens advocaat, zakenman en politicus
- 2022 - Herbert Noord (78), Nederlands hammondorganist
- 2023 - Josephine Chaplin (74), Amerikaans actrice
- 2024 - Shannen Doherty (53), Amerikaans actrice
- 2024 - James Sikking (90), Amerikaans acteur
- 2024 - Richard Simmons (76), Amerikaans fitnesscoach en televisiepersoonlijkheid
- 2024 - Ilija Valov (62), Bulgaars voetballer
- 2025 - Muhammadu Buhari (82), Nigeriaans politicus
- 2025 - Dave Cousins (David Hindson) (85), Brits zanger en gitarist
- 2025 - Maurice Rayer (52), Nederlands voetballer
- 2025 - Koos Schouwenaar (78), Nederlands politicus

## Viering/herdenking

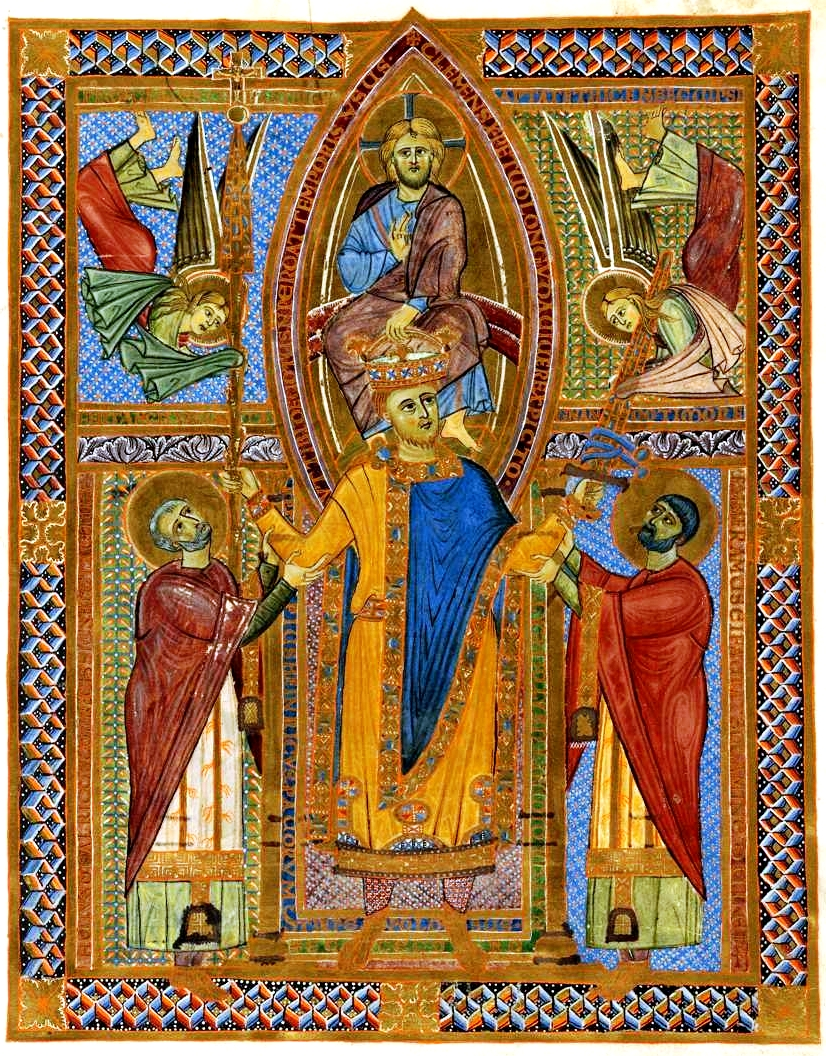
Keizer Hendrik II de Heilige

- Kiribati - Onafhankelijkheidsdag, 2e dag (geen vrije dag)
- Mongolië - Naadam, 3e dag
- Montenegro - Nationale feestdag
- Rooms-katholieke kalender:
  - Heilige Henricus II († 1024) - Vrije Gedachtenis
  - Heilige Silas († 1e eeuw)
  - Heilige Ezra († 440 v.Chr.)
  - Heilige Eugenius van Carthago († 505)
  - Heilige Mildreda van Thanet († 734)
  - Heilige Arn van Würzburg († 892)

## Weerextremen

### Nederland
| | Officiële records | Officiële records | Officiële records |      | Landelijke records | Landelijke records | Landelijke records    |
| Gebeurtenis | Jaar              | Extreem           | Locatie           | Jaar | Extreem            | Locatie            |                       |
| --- | ----------------- | ----------------- | ----------------- | ---- | ------------------ | ------------------ | --------------------- |
| Laagste etmaalgemiddelde temperatuur (°C) | 1919              | 12,1              | De Bilt           |      | 1919               | 11,1               | Eelde                 |
| Hoogste etmaalgemiddelde temperatuur (°C) | 1923              | 26,0              | De Bilt           |      | 1923               | 26,8               | Maastricht            |
| Laagste minimumtemperatuur (°C) | 1939              | 6,5               | De Bilt           |      | 1907               | 4,2                | Eelde                 |
| Hoogste minimumtemperatuur (°C) | 1912              | 19,2              | De Bilt           |      | 1923               | 22,0               | De Kooy               |
| Laagste maximumtemperatuur (°C) | 2011              | 14,1              | De Bilt           |      | 1919               | 12,7               | De Kooy               |
| Hoogste maximumtemperatuur (°C) | 1923              | 33,0              | De Bilt           |      | 1923               | 34,9               | Maastricht            |
| Hoogste uurgemiddelde windsnelheid (m/s) | 1958              | 12,9              | De Bilt           |      | 1958               | 20,6               | De Kooy, Vlissingen   |
| Hoogste windstoot (m/s) | 1958              | 24,7              | De Bilt           |      | 1958               | 24,7               | De Bilt               |
| Langste zonneschijnduur (uur) | 1990              | 15,3              | De Bilt           |      | 1995               | 15,5               | Hoorn Terschelling    |
| Langste neerslagduur (uur) | 2011              | 13,9              | De Bilt           |      | 2011               | 22,0               | Deelen                |
| Hoogste etmaalsom van de neerslag (mm) | 1961              | 21,4              | De Bilt           |      | 1994               | 37,9               | Deelen                |
| Laagste etmaalgemiddelde relatieve vochtigheid (%) | 1923              | 50                | De Bilt           |      | 1912               | 43                 | Maastricht            |
| Laagste uurwaarde luchtdruk op zeeniveau (hPa) | 1961              | 992,0             | De Bilt           |      | 1961               | 991,3              | Deelen, Valkenburg ZH |
| Hoogste uurwaarde luchtdruk op zeeniveau (hPa) | 1972              | 1030,2            | De Bilt           |      | 1972               | 1031,2             | Hoek van Holland      |
| Officiële records worden altijd gemeten op het KNMI-weerstation in De Bilt. Landelijke records kunnen worden gemeten op elk officieel KNMI-weerstation in Nederland. |                   |                   |                   |      |                    |                    |                       |

Uitzonderlijke gebeurtenissen
- 1912 - Officieel hoogste minimumtemperatuur in °C van het jaar gemeten in De Bilt: 19,2
- 1912 - Officieel hoogste maximumtemperatuur in °C van het jaar gemeten in De Bilt: 29,8
- 1926 - Eerste officiële zomerse dag van het jaar (maximumtemperatuur ≥ 25 °C in De Bilt)
- 1967 - Eerste officiële tropische dag van het jaar (maximumtemperatuur ≥ 30 °C in De Bilt)
- 1994 - Officieel hoogste minimumtemperatuur in °C van het jaar gemeten in De Bilt: 19,0. Samen met 27 juli

### België
Dagrecords
- 1919 - Laagste etmaalgemiddelde temperatuur 11,1 °C
- 1923 - Hoogste etmaalgemiddelde temperatuur 28 °C
- 1919 - Laagste minimumtemperatuur 7,4 °C
- 1949 - Hoogste maximumtemperatuur 33,5 °C
- 1991 en 1997 - Hoogste etmaalsom van de neerslag 17,9 mm

Uitzonderlijke gebeurtenissen
- 1901 - 63 mm neerslag op 24 uur te Semmerzake (Gavere).
- 1923 - Maximumtemperaturen: 33,9 °C in Stavelot, 34,9 °C in Oostende, 38,7 °C in Leopoldsburg.

<< · 1 · 2 · 3 · 4 · 5 · 6 · 7 · 8 · 9 · 10 · 11 · 12 · 13 · 14 · 15 · 16 · 17 · 18 · 19 · 20 · 21 · 22 · 23 · 24 · 25 · 26 · 27 · 28 · 29 · 30 · 31 · >>